# Admission - Matricole dentro o fuori
Admission - Matricole dentro o fuori (Admission) è un film del 2013 diretto da Paul Weitz con protagonisti Tina Fey e Paul Rudd.

## Trama
Nel campus universitario di Princeton nello stato del New Jersey lavora da diversi anni una donna di nome Portia. Da sempre animata da ideali quanto mai puritani e legata alla convinzione che tutto nella vita arriva soltanto se effettivamente meritato con il sudore della fronte, è stata nominata quale responsabile della valutazione dell'ammissione all'università. Un compito che lei affronta sempre con la massima responsabilità e professionalità, dimostrando la propria intuizione nel capire se effettivamente il candidato meriti o meno di avere accesso.
Un giorno si vede costretta a raggiungere un liceo sperimentale del New Hampshire per valutare alcune situazioni sulle quali molto presto dovrà prendere una decisione. In questo liceo la donna incontrerà una sua vecchia conoscenza, John. 
Tra i due in passato c'era stato uno straordinario rapporto di amicizia, ma anche un segreto tenuto vivo per molti anni.  Portia infatti, durante il periodo del college, aveva avuto da una relazione sbagliata un figlio che aveva preferito  dare in adozione, conscia di come avrebbe potuto rallentare la sua formazione professionale.
Un difficile passato che ora sta per tornare prepotentemente a galla, in quanto John, professore in quel liceo, è fermamente convinto che un suo alunno molto dotato di nome Geremia, dall'atteggiamento alquanto discutibile, possa essere proprio il bambino che Portia diede in adozione.
Questo dubbio turberà tantissimo la donna, che si troverà a compiere azioni che vanno contro i suoi principi ed allo stesso tempo si troverà a vivere una bellissima storia d'amore con lo stesso John. In lei, che fino a quel momento aveva dedicato ogni istante della propria vita alla sua professione, fanno capolino prepotentemente  sentimenti che la renderanno molto vulnerabile.

## Produzione
Le riprese del film iniziano nel mese di maggio del 2012, e si svolgono negli stati di New York e New Jersey, tra le città di Bronxville e Princeton. Le riprese interne riguardanti la scuola sono state effettuate nell'Università di Princeton.

## Promozione
Il primo trailer del film viene pubblicato il 15 novembre 2012.

## Distribuzione
La pellicola viene distribuita nelle sale cinematografiche statunitensi a partire dal 22 marzo 2013.